# Американо-буркинийские отношения
Американо-буркинийские отношения — двусторонние дипломатические отношения между США и Буркина-Фасо. Государства являются членами Организации Объединённых Наций. Отношения между странами находятся на хорошем уровне, но в прошлом они были напряжёнными из-за причастности правительства Блеза Компаоре к торговле оружием и другой деятельности, нарушающей санкции.
Согласно отчету США о глобальном лидерстве за 2012 год, 82 % жителей Буркина-Фасо одобряют лидерство США, 17 % не одобряют и 1 % сомневаются, что является третьим по величине положительным рейтингом США среди всех опрошенных граждан стран Африки.

## История

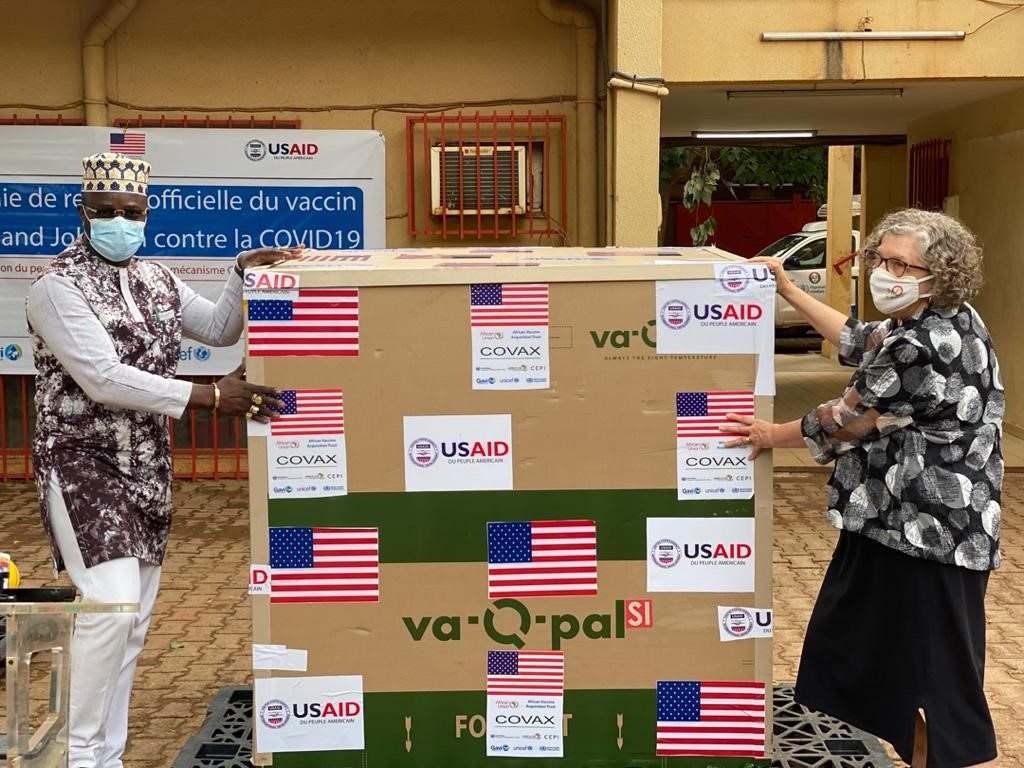
США поставляли Буркина-Фасо вакцину Johnson & Johnson против COVID-19 в 2021 году.

Помимо обеспечения регионального мира и стабильности, интересы США в Буркина-Фасо заключаются в содействии дальнейшей демократизации и обеспечении защиты прав человека, а также в поощрении устойчивого экономического развития. В 1995 году Агентство США по международному развитию (USAID) закрыло офис в Уагадугу, а в конце мая 2013 года был направлен представитель для повторного открытия офиса в составе миссии в Сенегале. В рамках сочетания региональных и двусторонних программ помощи USAID ежегодно предоставляет около 50 миллионов долларов США на развитие Буркина-Фасо через неправительственные и региональные организации. Самой крупной из них является программа школьных обедов Food for Peace, проводимая Католической службой помощи. США участвовали в обеспечении продовольственной безопасности в Сахеле после засухи 1968—1974 годов, что позволило практически ликвидировать массовый голод, несмотря на повторяющиеся засушливые годы. При участии США в регионе ликвидирован онхоцеркоз. В обоих случаях США были основным донором межафриканских организаций со штаб-квартирой в Уагадугу, которые благодаря постоянным усилиям добились и закрепили эти достижения. В 2005 году Буркина-Фасо и Корпорация «Вызовы тысячелетия» подписали программу стоимостью 12 миллионов долларов США для строительства школ и увеличения числа девочек, зачисляемых в школы. В ноябре 2005 года Корпорация «Вызовы тысячелетия» выбрала Буркина-Фасо в качестве страны, имеющей право подать заявку на получение помощи на 2006 финансовый год.
В 1966 году Корпус мира вошел в Буркина-Фасо. Программа Корпуса мира была свернута в 1987 году, но в 1995 году ему было предложено вернуться в Буркина-Фасо в рамках созданного проекта в области здравоохранения. Год спустя Корпус мира учредил проект среднего образования, а в 2003 году Корпус мира представил проект развития малых предприятий в дополнение к государственным программам по сокращению бедности и развитию частного сектора. В 2005 году правительство Буркина-Фасо обратилось за помощью в повышении уровня доступа девочек к образованию, что позже стало предметом подписанного соглашения Корпорации «Вызовы тысячелетия» с Буркина-Фасо. Все добровольцы Корпуса мира, независимо от сферы деятельности, проходят обучение методам повышения осведомленности о ВИЧ/СПИДе, гендерных вопросах и развитии.

## Торговля
В 2004 году объём товарооборота между странами составил сумму: 220 миллионов долларов США экспорта в Буркина-Фасо и 600 000 долларов США экспорта Буркина-Фасо. Существуют возможности для будущих инвестиций, особенно в горнодобывающей промышленности и коммуникационных секторах.

## Дипломатические представительства
- США имеет посольство в Уагадугу[2].
- Буркина-Фасо содержит посольство в Вашингтоне[3].